# هانس یارای
هانس یارای (انگلیسی: Hans Jaray؛ ۲۴ ژوئن ۱۹۰۶ – ۶ ژانویهٔ ۱۹۹۰) یک هنرپیشه اهل اتریش بود.
از فیلم‌ها یا برنامه‌های تلویزیونی که وی در آن نقش داشته است می‌توان به کلاه شاپو، لیدیه اشاره کرد.